# Asedio de Waco
El asedio de Waco, también conocido como la masacre de Waco, fue el asedio policial del complejo que pertenecía al culto religioso conocido como Davidianos. Fue llevado a cabo por el Gobierno federal de los Estados Unidos, las fuerzas del orden público del estado de Texas y el ejército de los Estados Unidos, entre el 28 de febrero y el 19 de abril de 1993. Los Davidianos estaban dirigidos por David Koresh y tenían su sede en el rancho Mount Carmel Center en el condado de McLennan, Texas, 13 millas (21 kilómetros) al noreste de Waco. Ante la sospecha de que el grupo almacenaba armas ilegales, la Agencia de Alcohol, Tabaco, Armas de Fuego y Explosivos (ATF, por sus siglas en inglés) obtuvo una orden de registro para el complejo y órdenes de arresto para Koresh, así como para algunos miembros seleccionados del grupo.
El incidente comenzó cuando la ATF intentó allanar el rancho para cumplir una orden de allanamiento y arresto. Estalló un intenso tiroteo que resultó en la muerte de cuatro agentes de la ATF y seis davidianos. Tras la entrada de la ATF a la propiedad y el incumplimiento de la orden de allanamiento, la Oficina Federal de Investigaciones (FBI) inició un asedio que duró 51 días. Finalmente, el FBI lanzó un ataque con gas lacrimógeno el 19 de abril de 1993, en un intento de forzar a los davidianos a salir del rancho. Poco después, el Centro Mount Carmel se vio envuelto en llamas. El incendio resultó en la muerte de 76 davidianos, incluidos 25 niños, dos mujeres embarazadas y el líder David Koresh.
Los hechos del asedio y el ataque, en particular el origen del fuego, son discutidos por varias fuentes. Los informes del Departamento de Justicia de octubre de 1993 y julio de 2000 concluyen que, aunque el FBI utilizó botes de gas lacrimógeno incendiario, los davidianos habían iniciado el fuego, basándose en dispositivos de escucha que escucharon su discusión y evidencia que mostró al menos tres puntos de ignición simultáneos. El FBI sostiene que ninguno de sus agentes disparó balas reales el día del incendio. Los críticos sostienen que las fuerzas del orden dispararon rondas reales y sugieren que una combinación de disparos y gases lacrimógenos inflamables fue la verdadera causa del incendio.
El asedio de Waco fue citado por Timothy McVeigh como la razón principal del plan suyo y de Terry Nichols para ejecutar el atentado de Oklahoma el 19 de abril de 1995, así como el movimiento de milicias estadounidense actual y un aumento en la oposición a la regulación de armas de fuego.

## Contexto

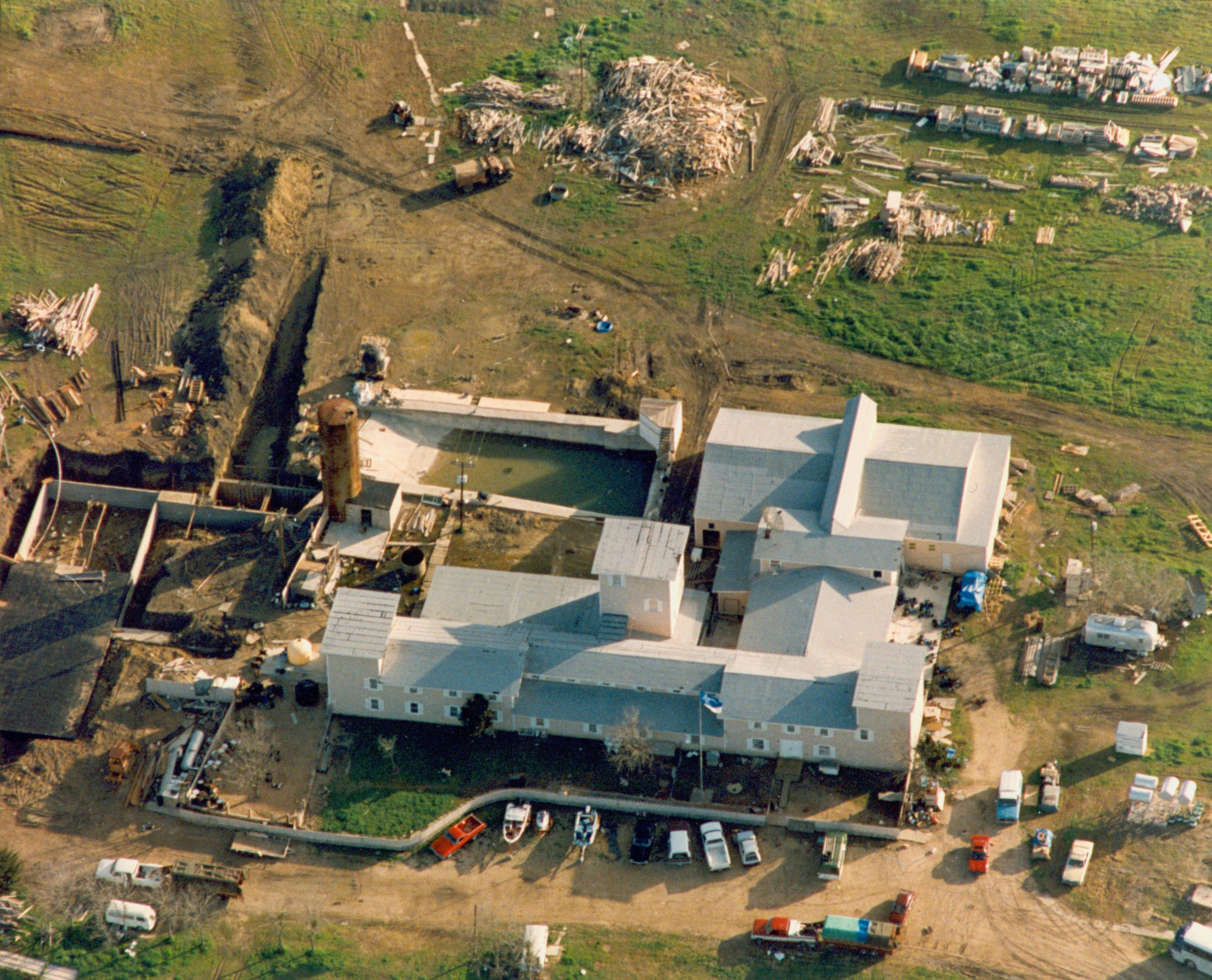
El complejo Branch Davidian, Mount Carmel Center, fotografiado durante el asedio.

Los Davidianos de la Rama fue una secta dirigida por David Koresh que estaba asentada en el Mount Carmel Center, en la comunidad de Elk, Texas, a unas nueve millas (14 kilómetros) del este-noreste de Waco. Esta rama de los davidianos, llamados Branch Davidians (1955) se separó de otro grupo inicialmente llamado La Vara del Pastor (1935).
Debido a sospechas de transgresiones con armas, la ATF organizó una búsqueda y orden de arresto al grupo.

## Asedio

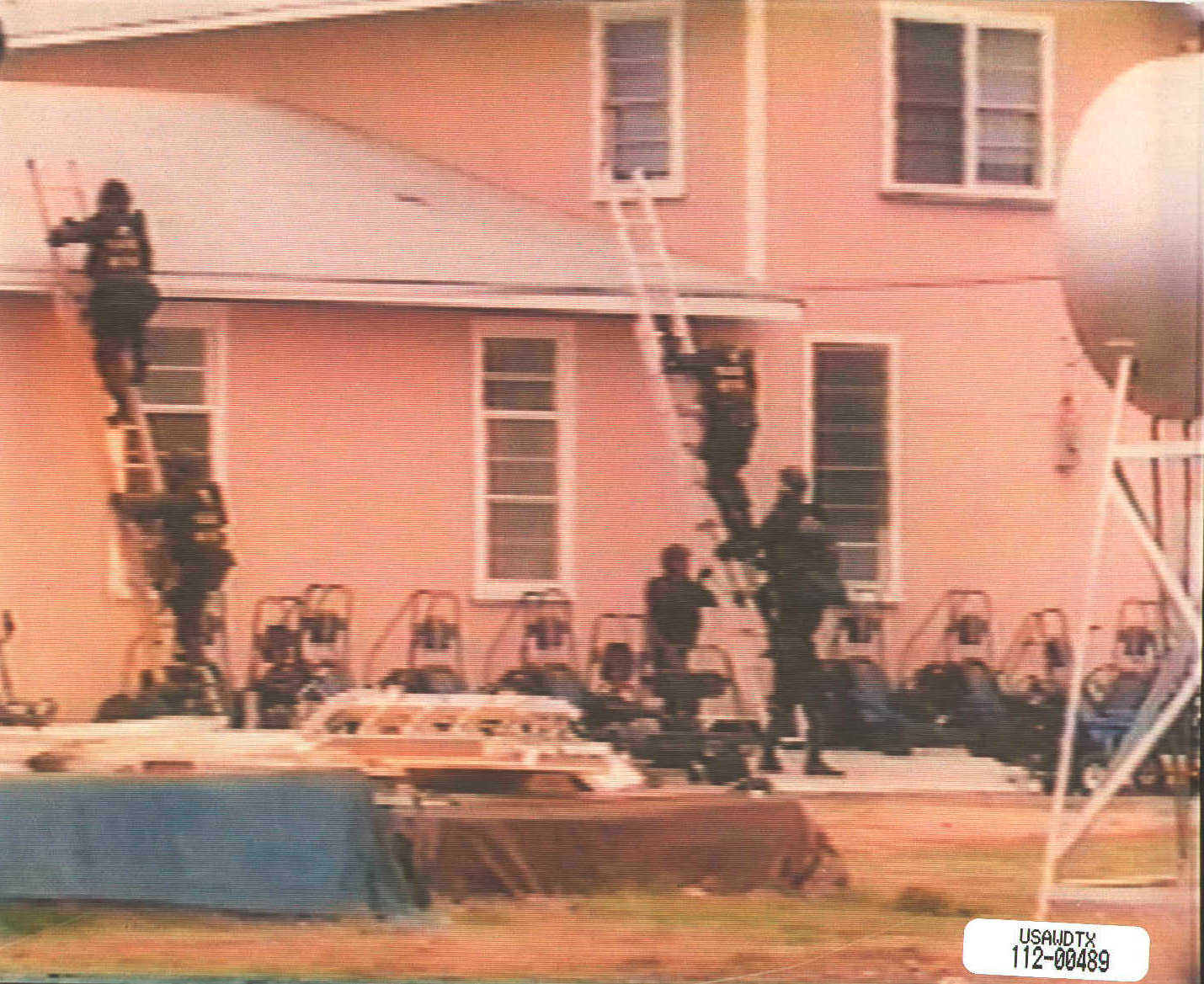
Agentes de la ATF intentando ingresar al recinto de los davidianos el 28 de febrero de 1993.

El 28 de febrero de 1993 a las 9:45 a.m., la Agencia de Alcohol, Tabaco, Armas de Fuego y Explosivos (ATF) intentó ejecutar una orden de allanamiento relacionada con presuntos cargos de abuso sexual y tenencia ilegal de armas. La ATF intentó abrir una brecha en el complejo durante aproximadamente dos horas hasta que sus municiones se agotaron. Cuatro agentes de la ATF (Steve Willis, Robert Williams, Todd McKeehan y Conway Charles LeBleu) fueron abatidos y otros 16 agentes resultaron heridos durante la redada. Los cinco Davidianos de la Rama asesinados en la incursión de las 9:45 a. m. fueron Winston Blake (británico), Peter Gent (australiano), Peter Hipsman, Perry Jones y Jaydean Wendell; dos a manos de los propios Davidianos de la Rama.
Casi seis horas después del alto el fuego, Michael Schroeder fue asesinado a tiros, cuando regresaba de su trabajo en un taller mecánico, por agentes de la ATF que alegaron que disparó una pistola contra los agentes cuando intentaba volver a entrar en el complejo con Woodrow Kendrick y Norman Allison. Su esposa afirmó que él simplemente regresaba del trabajo y que no había participado en el altercado del día anterior. Schroeder recibió un disparo en el ojo, uno en el corazón y cinco en la espalda, uno de ellos a quemarropa.
Después del ataque, los agentes de la ATF establecieron contacto telefónico con Koresh y otras personas dentro del complejo, grabando las conversaciones. El FBI tomó el mando después de la muerte de los agentes de la ATF y logró facilitar la liberación de 19 niños (sin sus padres) relativamente temprano en las negociaciones. Los niños fueron entrevistados por el FBI y los Texas Rangers. Supuestamente, los niños habían sufrido abusos física y sexualmente mucho antes del ataque. Los niños fueron llevados al hogar metodista de Waco y filmados, con la intención de que los asediados lo vieran e inducirles a éstos a rendirse.
El 2 de marzo de 1993, durante el tercer día de asedio, Koresh prometió poner fin al asedio y salir pacíficamente si se emitía una grabación suya en la radio. Koresh no cumplió su palabra alegando que "Mi Dios me ha dicho que espere". En días posteriores una multitud de medios de comunicación y curiosos colapsaron los accesos a la finca asediada. Heather Jones, de nueve años, fue liberada, pero Koresh se negó a liberar a más, alegando que eran hijos suyos.
El 9 de marzo, el FBI llegó a organizar un ejército de 700 agentes armados con vehículos blindados y helicópteros. El FBI cortó el agua a la finca y la iluminó con potentes reflectores por la noche para alterar el ritmo de sueño de los asediados.
El 13 de marzo, la dadiviana Kathy Schroeder fue liberada. Tiempo después fue liberado Livingstone Fagan, de 33 años y ciudadano británico.

## Asalto

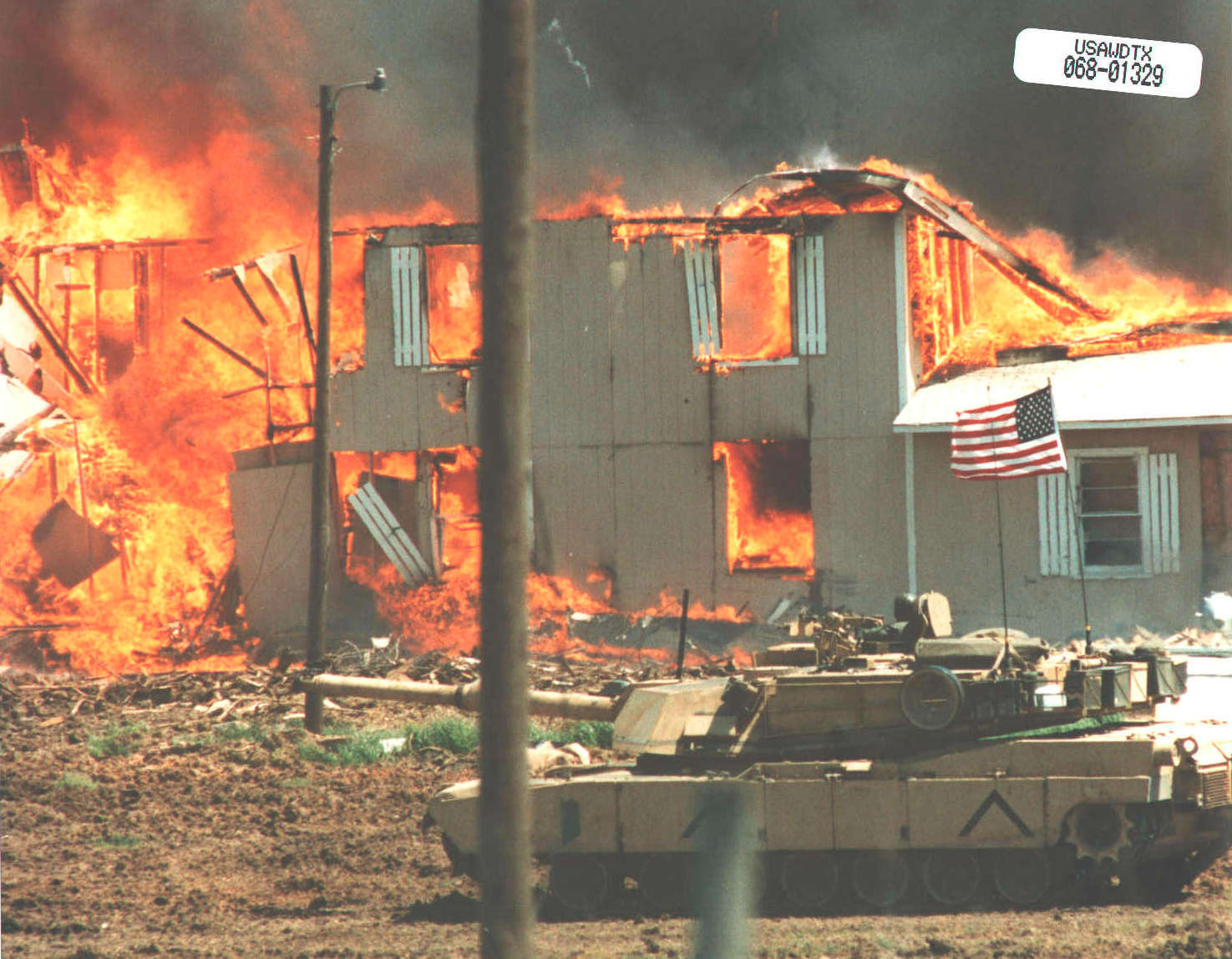
Un tanque M1 Abrams, operado por el FBI, delante del edificio ardiendo, 19 de abril de 1993.

El 19 de abril de 1993 a las 5:30 a.m., el FBI lanzó el asalto final del complejo utilizando armas de gran calibre como fusiles calibre .50 (12.7 mm) y vehículos blindados de combate de ingeniería (CEV) para combatir a la Rama de los  Davidianos fuertemente armados. El FBI intentó usar gas lacrimógeno para expulsar a los Davidianos sin derramamiento de sangre. Oficialmente, a los agentes del FBI solo se les permitió devolver cualquier fuego recibido, no atacar activamente a los Davidianos. Cuando varios de estos abrieron fuego, la respuesta del FBI fue aumentar la cantidad de gas que se usaba. Alrededor del mediodía, tres incendios estallaron simultáneamente en diferentes partes del edificio. 
El gobierno sostiene que los incendios fueron iniciados deliberadamente por los Davidianos. Algunos supervivientes de los Davidianos sostienen que los incendios comenzaron accidental o deliberadamente por el asalto. De los 86 Davidianos muertos en el complejo, 76 murieron en el asalto final del 19 de abril de varias maneras, desde la caída de escombros a los efectos sofocantes del fuego, o por herida de bala de otros miembros de la secta. El asedio duró 51 días.

## Consecuencias

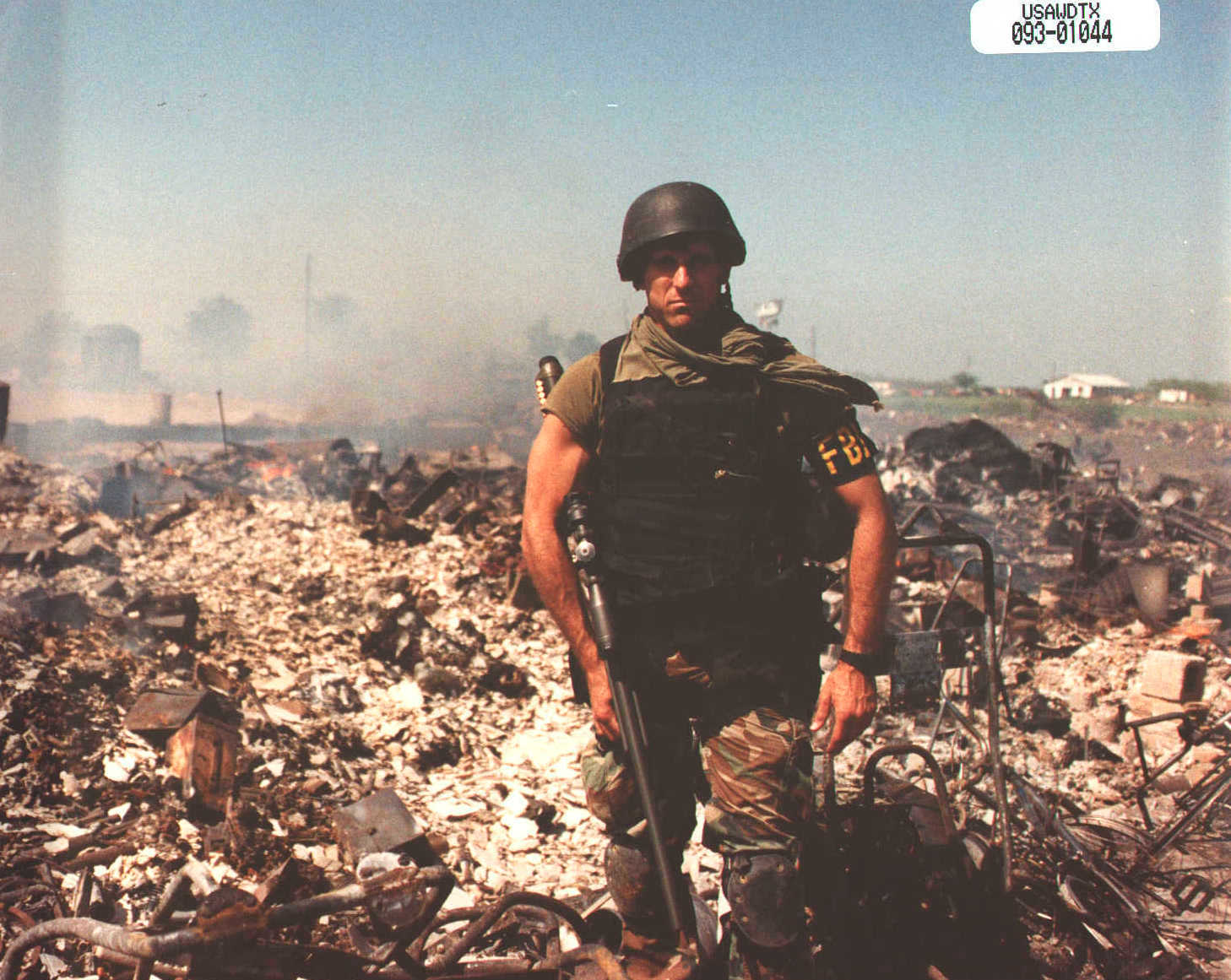
Un agente del FBI fotografiado en los restos del edificio quemado.

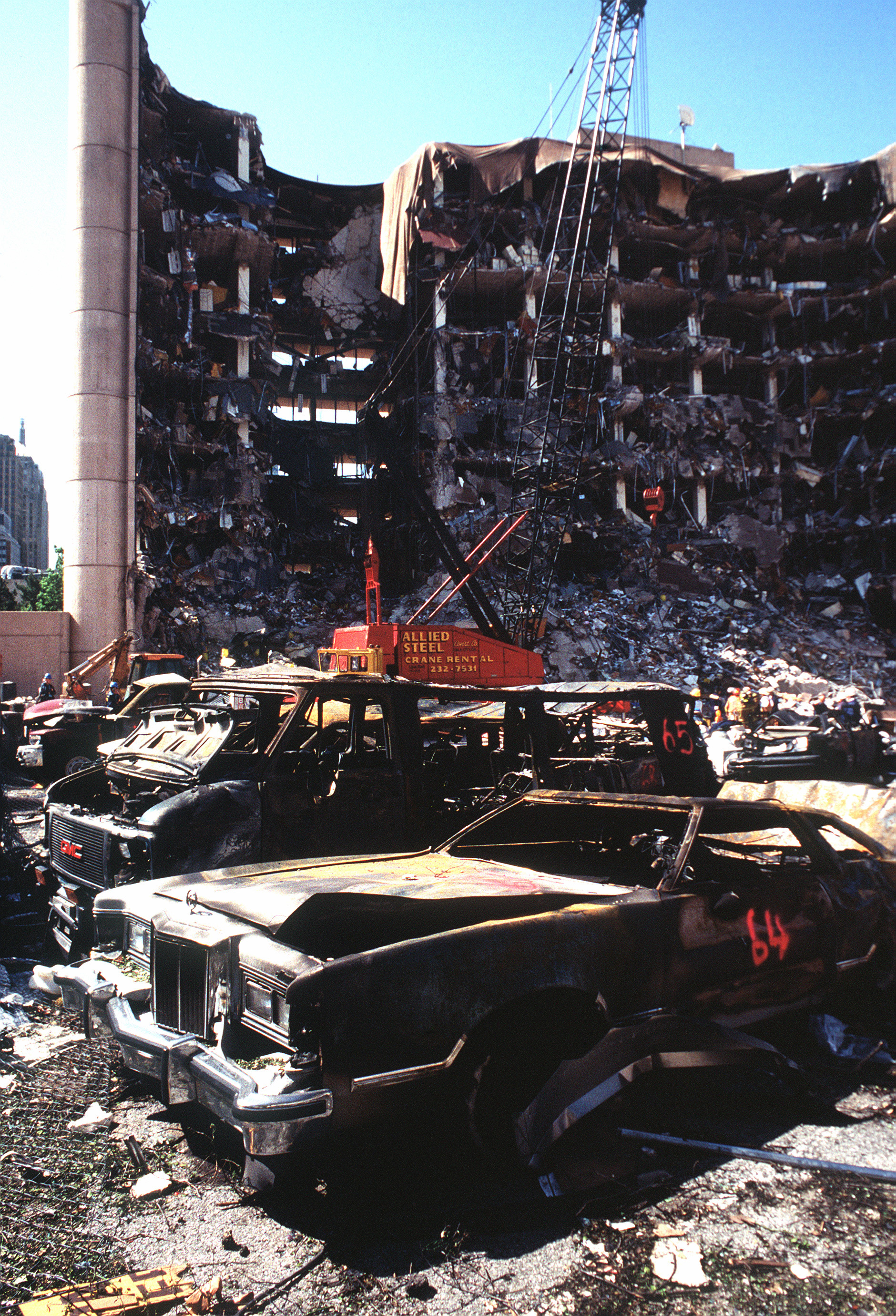
El Edificio Federal Alfred P. Murrah destruido tras el atentado de Oklahoma City el 19 de abril de 1995.

En total, 4 agentes de la ATF murieron, 16 resultaron heridos, y seis Davidianos murieron en la incursión inicial el 28 de febrero. 76 más murieron en el asalto final el 19 de abril. Los incidentes en Waco estimularon el enjuiciamiento penal y el litigio civil. Un gran jurado federal acusó formalmente a 12 de los Davidianos supervivientes de ayudar e instigar el asesinato de oficiales federales y la posesión y el uso ilegal de varias armas de fuego. Ocho Davidianos fueron condenados por cargos de armas de fuego, 5 condenados por homicidio voluntario, y cuatro fueron absueltos de todos los cargos. A partir de julio de 2007, todos los Davidianos habían sido liberados de la prisión.
Se entablaron varias demandas civiles contra el gobierno de los Estados Unidos, funcionarios federales, la exgobernadora de Texas Ann Richards y miembros de la Guardia Nacional del Ejército de Texas. La mayor parte de estas reclamaciones fueron desestimadas porque eran insuficientes como cuestión de derecho o porque los demandantes no podían presentar pruebas materiales que las respaldaran. Un caso, Andrade v. Chojnacki llegó al Quinto Circuito, que confirmó una sentencia anterior de "no tomar nada, denegado".
El terrorista Timothy McVeigh escogió el 19 de abril de 1995, el segundo aniversario de la masacre de Waco, como la fecha para perpetrar el sangriento atentado de Oklahoma City con un camión bomba. La explosión mató a 168 personas y dejó más de 600 heridos.

## En la cultura popular

### Waco: The Rules of Engagement
Documental estadounidense de 1997 dirigido por William Gazecki que narra los 51 días del asedio, comenzando por el 28 de febrero con el asalto de la Agencia de Alcohol, Tabaco, Armas de Fuego y Explosivos a la casa y la iglesia de los Davidianos Waco (Texas), hasta el asalto final del FBI del 19 de abril al edificio.

### Tragedia en Waco Texas
Película mexicana de 1993 protagonizada por Jorge Ortín, Polo Ortín, Jorge Reynoso, Ana Luisa Peluffo, entre otros. 
Dato curioso de esta película es que el apellido de David, "Koresh" fue cambiado por "Coleman", posiblemente para evitar controversias.

### Waco
Miniserie estadounidense de 2018 emitida por la plataforma de Paramount Network, protagonizada por Taylor Kitsch quien interpretó a David Koresh, en la cual tuvo que bajar una considerable cantidad de peso y aprender a tocar la guitarra para encajar con el personaje, Andrea Riseborough, Michael Shannon, Paul Sparks, Rori Culkin, entre otros.
La serie estuvo compuesta por 6 episodios.